# Beinn Fhionnlaidh (Mullardoch)
Der Beinn Fhionnlaidh ist ein 1.005 m (3.297 ft) hoher, als Munro und Marilyn eingestufter Berg in Schottland. Sein gälischer Name kann mit Finlays Berg übersetzt werden. Der Berg liegt in der weitläufigen und einsamen Berglandschaft, die sich in der Council Area Highland zwischen dem Glen Affric und Loch Mullardoch erstreckt, etwa 35 Kilometer östlich von Kyle of Lochalsh und gut 20 Kilometer westlich von Cannich.
Vom südlich benachbarten, 1.183 m (3.881 ft) hohen Càrn Eighe ist der Beinn Fhionnlaidh durch den rund 830 m hohen Sattel des Bealach Beag getrennt. Der Berg selbst weist die Form eines länglichen, sich in Nord-Süd-Richtung erstreckenden Kegels auf. Er liegt am Ende der langen, gewundenen Bergkette, die das westlich gelegene Gleann a’ Choilich umschließt und deren höchster Punkt der Càrn Eighe ist. Vor allem die Nord- und die Ostseite sind felsdurchsetzt, südlich des Gipfels zweigt ein felsiger Grat nach Südosten ab. Die übrigen Flanken sind durch steile grasige Hänge geprägt. Der Gipfel ist durch einen Cairn gekennzeichnet. Zusammen mit dem Verbindungsgrat zum Càrn Eighe sowie dessen langen nach Osten führenden Grat umschließt der Südostgrat das Coire Lochan mit dem gleichnamigen Bergsee. Die Nordseite des Berges reicht über Felsstufen bis an das Ufer von Loch Mullardoch, ein kurzer grasiger Gratrücken fällt steil nach Nordosten ab.
Der Beinn Fhionnlaidh zählt trotz seiner isolierten Lage zu den schottischen Bergen, deren erste gesicherte Besteigung sich sehr frühzeitig datieren lässt. Auch der Name des Berges ist mit dieser frühen Besteigung verbunden. Um 1580 traf ein Angehöriger des Clan MacRae namens Fionnladh oder Fionnla Dubh nam Fiadh (auf Deutsch in etwa: Schwarzer Finlay der Hirsche), der Jagdhüter im Glen Affric und ein berühmter Bogenschütze war, auf dem Gipfel mit seinem Pfeil einen gewissen MacDonald of Glengarry tödlich, der dort auf der Jagd war. Die Folge dieser Tat war eine ein Vierteljahrhundert andauernde Fehde zwischen dem Clan MacKenzie (denen die MacRaes treu waren) und dem Clan MacDonald, die damit endete, dass die MacKenzies im Jahr 1607 die Ländereien der MacDonalds in Lochcarron und Lochalsh in Besitz nahmen. Auch Fionnladh kam während der Fehde ums Leben, nachdem er zuvor weitere MacDonalds getötet hatte, die gegen ihn ausgesendet worden waren. An diese Episode erinnert bis heute der Name des Berges.

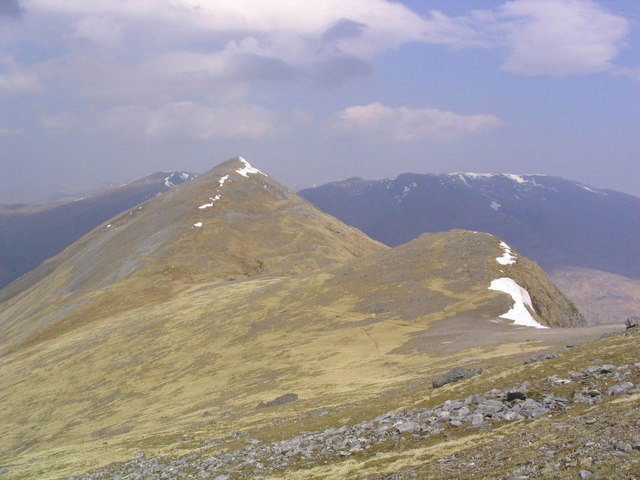
Der Nordgrat des Càrn Eighe, Blick über den Bealach Beag zum Beinn Fhionnlaidh
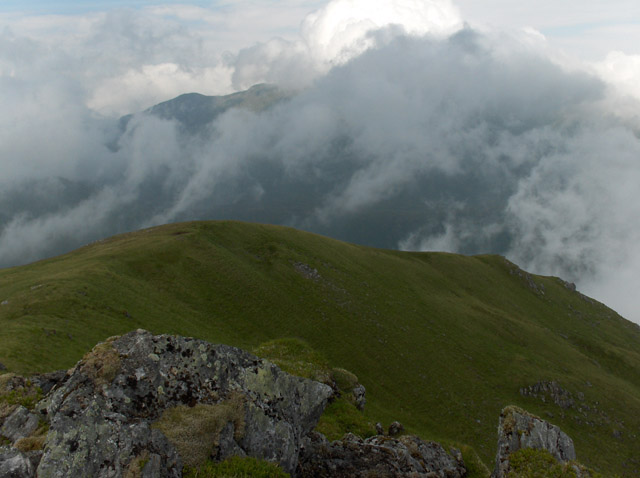
Blick vom Gipfel zum Nordostgrat des Beinn Fhionnlaidh
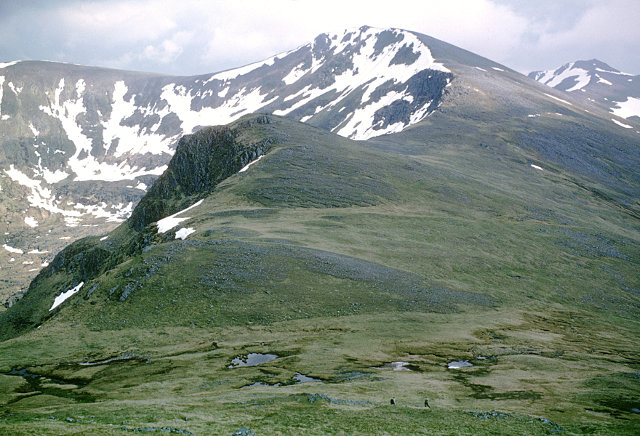
Der Bealach Beag zwischen Beinn Fhionnlaidh und Càrn Eighe
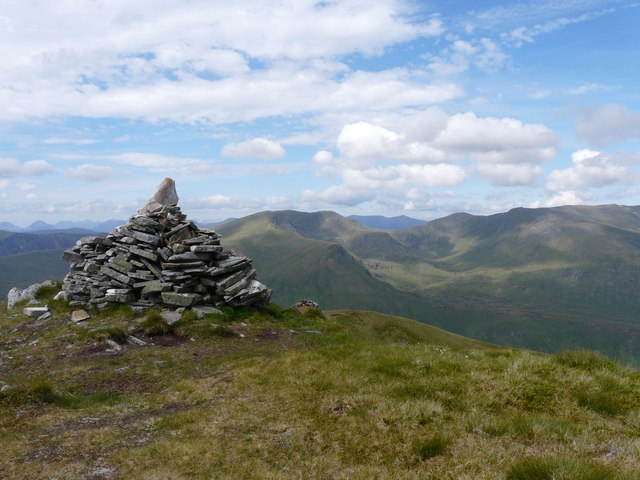
Der Gipfelcairn des Beinn Fhionnlaidh

Aufgrund seiner isolierten Lage wird der Beinn Fhionnlaidh von den meisten Munro-Baggern im Rahmen einer Tour auf seine südliche Nachbarn Càrn Eighe und Mam Sodhail  bestiegen. Ausgangspunkte sind zwei Parkplätze an der Fahrstraße in das Glen Affric am Westende von Loch Beinn a’ Mheadhoin. Von dort bestehen mehrere Möglichkeiten zur Besteigung der beiden Berge, der Beinn Fionnlaidh ist über den Nordgrat des Càrn Eighe und den Bealach Beag zu erreichen. Eine alternative Möglichkeit ist die Besteigung aus Richtung Nordosten über den Bealach Beag oder den Nordostgrat, dies erfordert aber eine Bootsfahrt über Loch Mullardoch, da an dessen Südufer keine Wege existieren.